# Salvadora mexicana
Salvadora mexicana är en ormart som beskrevs av Duméril, Bibron och Duméril 1854. Salvadora mexicana ingår i släktet Salvadora och familjen snokar. IUCN kategoriserar arten globalt som livskraftig. Inga underarter finns listade i Catalogue of Life.
Arten förekommer i västra Mexiko vid Stilla havet. Habitatet utgörs av torra skogar och odlingsmark.